# Villa di Serio
Villa di Serio là một đô thị ở tỉnh Bergamo trong vùng Lombardia, có vị trí cách khoảng 50 km về phía đông bắc của Milan và khoảng 6 km về phía đông bắc của Bergamo. Tại thời điểm ngày 31 tháng 12 năm 2004, đô thị này có dân số 6.118 người và diện tích là 4,6 km².
Đô thị Villa di Serio có các frazione (đơn vị cấp dưới) Rinnovata.
Villa di Serio giáp các đô thị: Alzano Lombardo, Nembro, Ranica, Scanzorosciate.